# Francis Popy
Pour les articles homonymes, voir Popy (homonymie).
François Joseph Popy, dit Francis Popy, est un compositeur français né le 1er juillet 1874 dans le quartier de la Croix-Rousse à Lyon et mort à Belleville (aujourd'hui Belleville-en-Beaujolais) le 29 janvier 1928.
Sa musique est représentative de la Belle Époque.

## Biographie

### Enfance
Originaire d'une famille de maçons creusois, François Joseph Popy naît le 1er juillet 1874 au 7, place Commandant-Arnaud (anciennement rue du sentier), dans le 4e arrondissement de Lyon, quartier de la Croix-Rousse. Ses parents, Antoine Popy et Joséphine Claret, sont canuts, comme beaucoup d'ouvriers de ce quartier qui tissent la soie dans l'un des nombreux ateliers situés sur la colline de la Croix-Rousse. Le père pratique également la musique en tant que batteur dans un orchestre amateur, ce qui contribuera à développer chez son fils la fibre musicale. Le jeune Francis entre au Conservatoire de musique de Lyon en 1885, à l'âge de onze ans. Le jury du conservatoire lui attribuera à l'unanimité un premier prix de clarinette en 1892. Confiant en son talent, Popy décide en 1893 de s'engager dans l'armée, à l'âge de dix-neuf ans, soit deux ans avant d'y être forcé par la conscription, afin d'y suivre une carrière de musicien militaire. Il est affecté au 74e régiment d'infanterie à Rouen pour trois ans.

### Carrière de musicien militaire

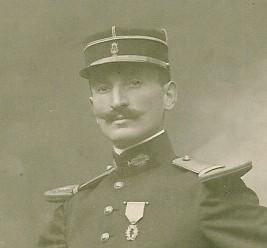
Francis Popy, en uniforme.

Popy obtient en 1896 le grade de sous-chef de musique alors qu'il renouvelle son engagement. Il fait alors jouer aux musiciens de sa troupe une de ses premières compositions, la polka Marche de nuit, qui connaîtra un succès international. Peu de temps après, il est nommé sous-chef de musique au 41e régiment d'infanterie à Paris, où il est repéré par un éditeur musical parisien, Louis Philippo, qui l'encourage dans la voie de la composition. Popy retourne à Lyon en 1900, dans le 99e régiment d'infanterie, comme sous-chef de musique et clarinette solo. Il fréquente alors les bals populaires, où ses compositions originales sont appréciées. Ce succès aboutit à l'offre de diriger l'orchestre du théâtre des Célestins à Lyon durant une saison d'opérettes. En 1902, il épouse Marie-Antoinette Bussière.
En 1904, il est affecté au 119e régiment d'infanterie et doit retourner à Paris. En parallèle de sa carrière de compositeur, il est nommé sociétaire définitif de la SACEM, à laquelle il avait adhéré dès 1896, et il est chargé des adaptions et de la direction des orchestres pour les enregistrements phonographiques de la société Odeon.
Sa composition la plus célèbre, la valse chantée Sphinx ?, voit le jour en 1906. Cependant, le compositeur Léo Pouget l'accuse d'avoir plagié pour ce morceau une de ses œuvres, la valse lente Mystérieuse. Le procès se conclura à l'amiable par le partage équitable des droits d'auteur.

### Les dernières années
En 1907, Popy s'engage à nouveau pour une durée de deux ans, sans doute pour avoir droit à la pension de retraite de l'armée. Il s'installe ensuite à Belleville avec sa femme et ses deux enfants, Jean et Renée ; naîtront ensuite Paul, Hubert et Jacques. Le succès de ses œuvres permet à la famille Popy de faire l'acquisition d'une propriété à Belleville, sur laquelle sera plus tard édifiée l'école municipale de musique Francis Popy. Popy est mobilisé en 1914 mais réformé en 1915 à cause de son fragile état de santé, notamment dû à une bronchite chronique. Il collaborera avec différents artistes, tels que Paul Comte (sous le pseudonyme commun d'Henry Staz) ou Henry Delmas, et composera jusqu'à sa mort, le 29 janvier 1928 dans sa maison de Belleville.

## Hommage
À Lyon, le parc Francis-Popy, offert par sa famille à la ville, porte son nom.
À Belleville, une rue, l'école de musique de la ville et le parc attenant portent son nom.

### Sphynx?et leTitanic
La valse lente Sphynx ?, présente dans un livret de musique de la White Star Line, était l'un des morceaux susceptibles de figurer au répertoire de l'orchestre du Titanic.
En 1997, un extrait de l'œuvre est utilisé dans le film Titanic de James Cameron.

## Compositions majeures

### Œuvre orchestrale
Son œuvre comporte entre autres 401 compositions orchestrales dont :
- Sphinx ? (1906), valse trouvée au répertoire de l'orchestre qui était à bord du Titanic ;
- Méditerranea, grande valse pour orchestre ;
- La Porteñita, grande valse pour orchestre ;
- Ensorceleuse, valse de genre pour orchestre avec piano.
- Une Fête au Trianon, fantaisie poudrée (1905), M. MAROKY éditeur, Lyon / dépôt Robert Martin, 111 rue de Courcelles, Paris.

### Mélodies et chansons
On compte 144 chansons dont :
- La Folie verte, chanson sur des paroles de Georges Sibre ;
- Honneur et Gloire à l'école laïque, chant choral (1931), sur des paroles de Jean Rynat. Cet hymne fut interprété dans toutes les écoles de la République pour célébrer le cinquantenaire de l'école laïque ;
- Les Gueuses (1908), chanson sur des paroles d'Henri Piccolini ;
- Le Petit Turco, chanson sur des paroles de Georges Sibre.

### Musique pour piano seul
- Au son des cloches
- Billet bleu
- Caravane hindoue (1914), éditions Marcel Combre.
- Caresses
- Carnaval parisien
- Chant d'ivresse
- Chimères
- Énigmes
- Hongroise et une marche tzigane, éditions Gallet.
- Idylle au moulin
- Japonia
- Marche de nuit, polka, marche.
- Océana
- Ode à Vénus
- Petit lapin
- Pimpante et jolie
- Pleurs d'amour
- Polka des petits minets
- Rêve d'Orient
- Smarteuse
- Suite orientale (1922), éditions Marcel Combre.
  1. La Bayadère
  2. Au bord du Gange
  3. Les Almées
  4. Les patrouilles
- Valse poudrée : intermezzo et valse lente.
- Venise

#### Musique de chambre
- Gavotte des baisers pour violon et piano.
- Pierrot sommeille pour violon  et piano.
- Colombine rêve pour violon et piano.

## Discographie sélective
La discographie de Francis Popy comporte une soixantaine d'enregistrements connus sur de multiples supports, du disque phonographique en cire aux disques compacts.
- Les Frissons, ensemble instrumental Sortie d'artistes (Les Verres Luisants, 1997)